# Kuin Heuff
Kuin Heuff (Dordrecht,  1969) is een Nederlandse kunstschilder en docent, bekend van haar karakteristieke geschilderde en vervolgens uitgesneden portretten, waarmee ze tweevoudig winnaar werd van het televisieprogramma Sterren op het Doek.

## Levensloop
Heuff is geboren in Dordrecht, en na een jaar verhuisd. In 1989 begon ze met de studie modeontwerp aan de ArtEZ hogeschool voor de kunsten in Arnhem. Na een jaar studeerde ze verder aan de Willem de Kooning Academie te Rotterdam in de autonome kunstrichting. Ze studeerde hier af in 1995 illustratie, schilderen en mixed-media. Later, in 2001, heeft ze daar ook haar lesbevoegdheid gehaald.
Nu haar afstuderen vestigde ze zich als beeldend kunstenaar in Rotterdam, en betrok een studio in het Duende ateliercomplex. Tegelijkertijd is ze gaan les geven aan de Willem de Kooning Academie in Rotterdam tot 2002 en aan de modeacademie, de Academie Artemis, in Amsterdam tot 2009. 
Heuff is met haar autonome werk regelmatig blijven exposeren in Rotterdam en omstreken, waaronder met groepsexposities in de Kunsthal Rotterdam (2001) en het CODA in Apeldoorn. In 2011 kreeg ze enige landelijke bekendheid met het winnen van het programma Sterren op het Doek. In het laatste seizoen in 2015 won ze nogmaals. In 2016 en 2017 is ze ook genomineerd voor kunstenaar van het jaar.

## Werk

### Sterren op het Doek
Op 19 mei 2011 was Heuff te zien in het programma Sterren op het Doek van Omroep MAX. Hierin schilderde ze een portret van Martijn Krabbé. Met haar deelname heeft ze ook een aanbevelingen gedaan en voor mogelijke verdere deelnemers. Veel van hen zijn in opvolgende afleveringen verschenen, waaronder Loréne Bourguignon en Remco van Drongelen.
In de voorlaatste aflevering van het laatste seizoen, op 15 oktober 2015, was Heuff nog een keer terug in het programma samen met Donovan Spaanstra en Hans van Melick. Ze schilderden alle drie een portret van Johan Cruijff, waarna deze het werk van Heuff als winnaar selecteerde.

### Exposities, een selectie
- 2001. Groepsexpositie, Kunsthal Rotterdam.
- 2004. Day Light!, Villa Zebra, Rotterdam.
- 2010. Kuin Heuff, de Aanschouw Rotterdam.[7]
- 2010. Holland Paper Biënnale 2010, Museum Coda Apeldoorn.
- 2015. Papier in de Hoofdrol, Gorcums Museum.[8][9]
- 2015. Kuin Heuff, Wageningen Universiteit.[1]
- 2017. De Nederlandse Portretprijs, Paleis Soestdijk.[10]